# ریک دیکمن
ریک دیکمن (انگلیسی: Rieke Dieckmann؛ زادهٔ ۱۶ اوت ۱۹۹۶) بازیکن فوتبال اهل آلمان است.
از باشگاه‌هایی که در آن بازی کرده‌است می‌توان به باشگاه فوتبال توئنته، باشگاه فوتبال دویسبورگ، و باشگاه ورزشی وردر برمن اشاره کرد.
وی همچنین در تیم‌های ملی فوتبال Germany women's national under-17 football team, Germany women's national under-19 football team، و Germany women's national under-20 football team بازی کرده‌است.